# Pero de Alenquer
Pêro de Alenquer (secolul al XV-lea, n. Alenquer) a fost un explorator portughez al coastei africane. L-a însoțit pe Bartolomeu Diaz în călătoria acestuia până la Capul Bunei Speranțe din 1487-1488, fiind cârmaciul expediției. Mai târziu, Pero de Alenquer a redactat o descriere a primei călătorii în India a lui Vasco da Gama.